# Guy Widdershoven
Guy Antoine Marie (Guy) Widdershoven (1954) is een Nederlandse filosoof. Widdershoven is sinds 2009 hoogleraar medische filosofie en ethiek, en hoofd van de afdeling Metamedica aan Amsterdam UMC.

## Loopbaan
Widdershoven studeerde filosofie, politicologie en wiskunde aan de Universiteit van Amsterdam. Vervolgens werkte hij enkele jaren bij de Katholieke Universiteit Nijmegen. Hij promoveerde aan de Universiteit van Amsterdam (1987) op het proefschrift ‘Handelen en rationaliteit’. Vanaf 1985 werkte hij aan de Universiteit Maastricht als universitair (hoofd)docent en als hoogleraar Ethiek van de gezondheidszorg. Hij was wetenschappelijk directeur van de School of Public Health and Primary Care (CAPHRI) in Maastricht van 2005 tot 2009. Widdershoven is redacteur van verschillende handboeken gericht op de toepassing van ethiek in de Nederlandse gezondheidszorg. Het meest bekende is ‘Ethiek in de kliniek’ uit 2000. Met Johan Legemaate, Aart Hendriks, en Roland Friele voerde hij de thematische wetsevaluatie van zelfbeschikking in de zorg uit (2013).

## Filosofische benadering
Een kenmerk van zijn filosofische benadering, is de aandacht voor de praktijk als bron van kennis. Widdershoven beziet het als een fundamenteel element dat betekenis en vorm kan geven aan theorie. Deze benadering bevat elementen van de hermeneutiek en fenomenologie. Binnen deze twee stromingen werd zijn werk geïnspireerd door respectievelijk het werk van Hans-Georg Gadamer en van Maurice Merleau-Ponty. Deze benadering heeft ook zijn visie op klinische ethiek gevormd. Widdershoven pleit ervoor om een dialogische en praktijkgerichte benadering te nemen, die de ervaring van zorgverleners en patiënten waardeert.
In de praktijk kwam zijn filosofie tot uiting bij het aanpassen van een methode om morele dilemma's in de zorg te bespreken, een zogenaamd moreel beraad of moreel casusoverleg. Dit is een gestructureerde dialoog die tot doel heeft de deelnemers te helpen nadenken over een echt geval dat door minstens een van hen is ervaren. Onder leiding van een getrainde facilitator verkennen deelnemers een moreel dilemma vanuit het perspectief van relevante betrokkenen; samen definiëren ze wat de morele kernvraag in deze zaak is, hoe de verschillende perspectieven daarin met elkaar botsen en hoe die eventueel verzoend kunnen worden (of niet) om praktisch het hoofd te bieden aan de moeilijke situatie die op het spel staat.

## Wetenschapsethiek en integriteit
Guy Widdershoven leidt sinds enkele jaren twee door de Europese Commissie gefinancierde projecten die gericht waren op het verbeteren van de integriteit van onderzoek in Europa - het EnTIRE- en VIRT2UE-project. Het EnTIRE-project bracht het normatieve kader voor ethiek en integriteit in Europa in kaart. Het VIRT2UE-project ontwikkelde een 'blended learning', 'train-de-trainer-programma' voor opleiders van wetenschapsintegriteit. Beide projecten hebben bijgedragen aan de ontwikkeling van The Embassy of Good Science - een op semantic mediawiki gebaseerd platform dat functioneert als een ruimte voor onderzoekers om kennis over ethiek en integriteit te ontwikkelen, bespreken en delen.

## Boeken
- Handelen en rationaliteit. een systematisch overzicht van het denken van Wittgenstein, Merleau-Ponty, Gadamer en Habermas Guy Widdershoven. Boom 1987.
- Ethiek in de kliniek. Hedendaagde benaderingen in de gezondheidsethiek Guy Widdershoven. Boom 2000.
- Responsieve methodologie. Interactief onderzoek in de praktijk T.A. Abma, G.A.M. Widdershoven. Boom 2006.
- Handboek ethiekondersteuning. Laura Hartman, Froukje Weidema, Guy Widdershoven, Bert Molewijk. Boom 2016.